# مرزآباد (دهلران)
مرزآباد (دهلران)، روستایی از توابع بخش موسیان شهرستان دهلران در استان ایلام ایران است.

## جمعیت
این روستا در دهستان نهرعنبر قرار دارد و براساس سرشماری مرکز آمار ایران در سال ۱۳۸۵، جمعیت آن ۱۶۱ نفر (۲۸خانوار) بوده‌است.